# Harris Brothers
Donald Harris e Ronald Harris, noti come Harris Brothers ("i fratelli Harris"), sono due ex wrestler gemelli monozigoti che lottarono come tag team nelle federazioni Extreme Championship Wrestling (ECW), World Championship Wrestling (WCW) e World Wrestling Federation. Attualmente sono co-presidenti della Aro Lucha di Nashville.
Lottarono con i loro veri nomi ma anche con vari ring name, inclusi Don Bruise & Ron Bruise (The Bruise Brothers); Eli Blu & Jacob Blu (The Blu Twins); Jared Grimm & Jason Grimm (The Grimm Twins); Skull & 8 Ball (The Disciples of Apocalypse); e Patrick & Gerald (Creative Control).

## Polemiche
Nel 2002 i fratelli Harris apparvero in un PPV della TNA indossando delle magliette con il simbolo delle Waffen-SS naziste. La TNA si scusò ufficialmente per l'incidente dopo il PPV. Nel 2018 il CEO di Aroluxe (un'azienda che collabora con i fratelli dietro una nuova promozione di wrestling) negò categoricamente che i due fratelli avessero delle simpatie neonaziste, dichiarando che le magliette incriminate erano parte della loro gimmick da bikers, ma non affrontò specificamente il motivo per cui la coppia aveva anche il simbolo nazista tatuato sui loro corpi.

## Titoli e riconoscimenti
- Championship Wrestling International Alliance
  - CWIA International Tag Team Championship (1)[4]
- Continental Wrestling Association
  - CWA Tag Team Championship (2)[5]
- Pacific Northwest Wrestling
  - NWA Pacific Northwest Tag Team Championship (6) [6]
- Ring Around The Northwest Newsletter
  - Tag Team of the Year (1991–1992)[7]
- Smoky Mountain Wrestling
  - SMW Tag Team Championship (1)[8]
- United States Wrestling Association
  - USWA World Tag Team Championship (5)[9]
- World Championship Wrestling
  - WCW World Tag Team Championship (3)[10]
- Wrestling Observer Newsletter
  - Worst Feud of the Year (1997) – vs. Los Boricuas

### Don Harris
- Pacific Northwest Wrestling
  - NWA Pacific Northwest Tag Team Championship (1) – con The Grappler[11]
- United States Wrestling Association
  - USWA World Tag Team Championship (2) – con Brian Lee[9]

### Ron Harris
- Pacific Northwest Wrestling
  - NWA Pacific Northwest Heavyweight Championship (2)[12]
- United States Wrestling Association
  - USWA World Tag Team Championship (1) – con Jimmy Harris[9]
- World League Wrestling
  - WLW Heavyweight Championship (1)